# Per Hjertquist
Per Hjertquist est un joueur de tennis suédois, né le 6 avril 1960 à Bodafors.
Il a remporté l'US Open junior en 1978.

## Palmarès

### Titre en simple messieurs
| No | Date       | Nom et lieu du tournoi | Catégorie  | Dotation | Surface         | Finaliste     | Score         |  |
| -- | ---------- | ---------------------- | ---------- | -------- | --------------- | ------------- | ------------- |  |
| 1  | 15-12-1980 | Sofia Open, Sofia      | Grand Prix | 75 000 $ | Moquette (int.) | Vadim Borisov | 6-3, 6-2, 7-5 |  |

### Finales en simple messieurs
| No | Date       | Nom et lieu du tournoi                  | Catégorie | Dotation | Surface    | Vainqueur   | Score    |  |
| -- | ---------- | --------------------------------------- | --------- | -------- | ---------- | ----------- | -------- |  |
| 1  | 08-10-1979 | Tournoi de tennis de Tel Aviv, Tel Aviv |           | 50 000 $ | Dur (ext.) | Tom Okker   | 6-4, 6-3 |  |
| 2  | 05-10-1981 | Tournoi de tennis de Tel Aviv, Tel Aviv |           | 75 000 $ | Dur (ext.) | Mel Purcell | 6-1, 6-1 |  |

### Titre en double messieurs
| No | Date       | Nom et lieu du tournoi                 | Catégorie | Dotation | Surface    | Partenaire      | Finalistes            | Score    |  |
| -- | ---------- | -------------------------------------- | --------- | -------- | ---------- | --------------- | --------------------- | -------- |  |
| 1  | 06-10-1980 | Tournoi de tennis de Tel Aviv Tel Aviv |           | 50 000 $ | Dur (ext.) | Steve Krulevitz | Eric Fromm Cary Leeds | 7-6, 6-3 |  |